# Giovanni Battista Piranesi
Giovanni Battista Piranesi [dʒoˈvanni batˈtista piraˈneːzi] (Mogliano Veneto, perto de Treviso, República de Veneza, 4 de Outubro de 1720 – Roma, 9 de Novembro de 1778) foi um famoso gravurista e arquitecto italiano, porém também célebre pela sua vertente mais humanística. Foi igualmente um brilhante desenhador, um digno teorista e fisiocrata, um excelso engenheiro hidráulico e um arqueólogo de renome. 

## Biografia
Nasceu em 1720, no seio de uma família que regia um grande interesse pela arte e, em particular, a arquitectura.
Iniciou os seus estudos de Desenho muito jovem. Apreciava particularmente a perspectiva e, da teórica, o tema «Classicismo». Os desenhos e gravuras de Piranesi revelaram grande talento na combinação das perspectivas dramáticas com um mordaz arquitectura maneirista e profundamente neoclássica.
Viajou para o sul de Itália, com 15 anos, a fim de estudar a memorável arte greco-romana, da qual não faltavam testemunhos na região. Piranesi empenhou-se na realização de alguns excelentes trabalhos que retratavam e estudavam a arte classicista. Aqui é evidente a razão pela qual o crêem arqueólogo.
Aos vinte anos de idade rumou a Roma onde finalmente tomou contacto com as ruínas antigas romanas, incluindo o Coliseu, e com edifícios testemunhos da arquitectura urbana barroca. Piranesi, então, iniciou uma série de desenhos e pinturas, hoje muito populares e de grande valor comercial, em que retratou essencialmente interiores de palácios e de prisões.
Os desenhos e gravuras de Piranesi influenciaram o estilo de diversos artistas e personagens da literatura da Idade Moderna. Muitos dos desenhadores neoclássicos e escritores do baixo romantismo reorganizaram a sua eclética visão do mundo que os precedeu. Piranesi inaugurou o seu atelier, o qual prosperou na Roma, tornando-se mesmo «cartão de visita» da cidade.
Postumamente, as gravuras de Giovanni-Battista Piranesi foram bastante exploradas e reproduzidas pelos seus contemporâneos.

## Os Carceri d’Invezione

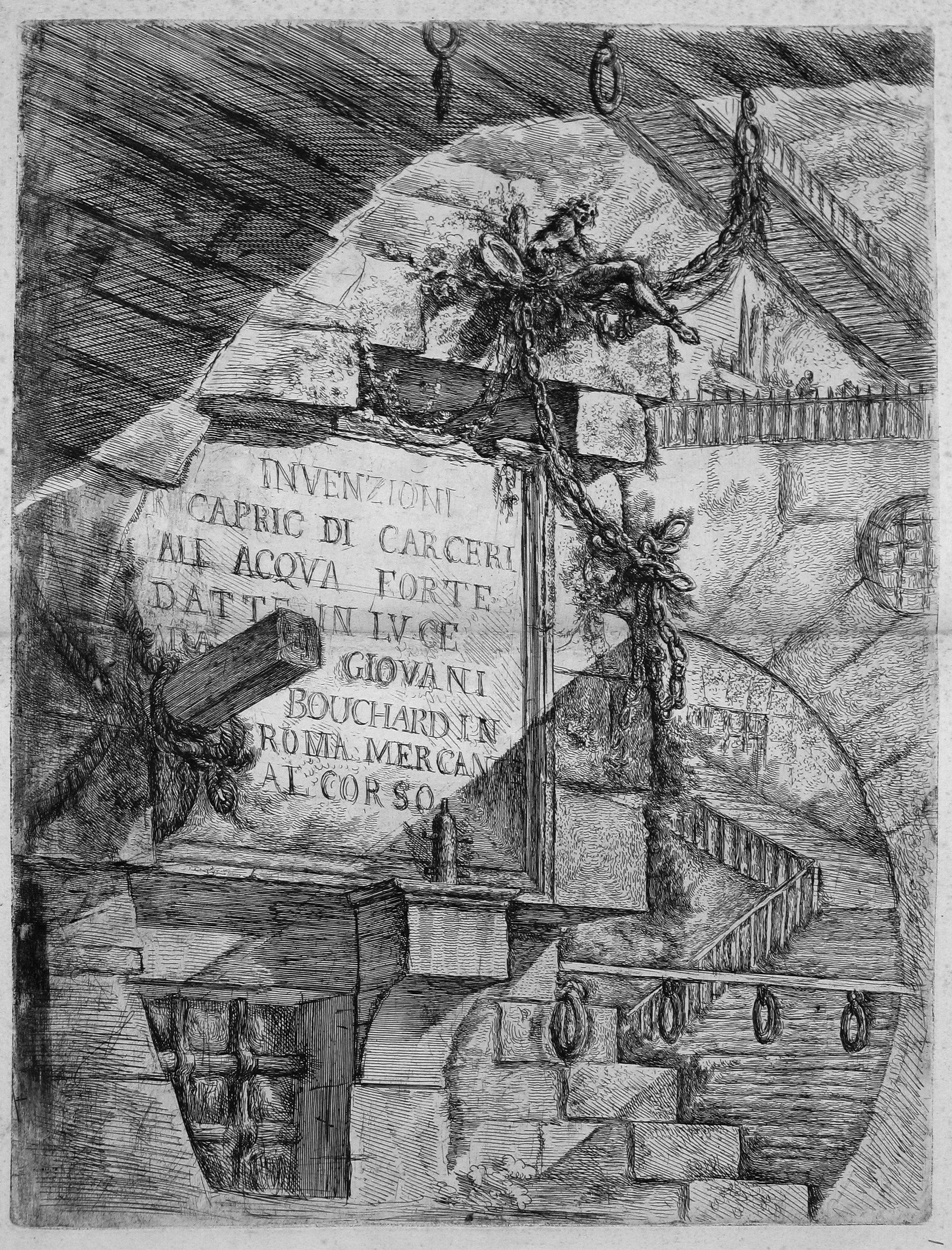
Le Carceri d'Invenzione - Primeira edição - 1750 - 01

Os cárceres criados e representados por Piranesi entre 1749 e 1750 fazem parte da série de obras chamada “Invenzione capricciose di carceri”. Suas ilustrações demonstram edificações inovadoras que compõem ruínas e aparentes tragédias construtivas, um tema complexo da arquitetura, história e arqueologia. Em 1755, ocorreu um terremoto na cidade de Lisboa, que juntamente com os desenhos de Piranesi, aumentaram o interesse dos artistas europeus em ilustrar um lado tanto quanto obscuro da arquitetura. De acordo com Eduardo Knack, o culto das ruínas, relacionado com uma espécie de “cultura do risco” (DUBIN, 2010), estimulou o fascínio pela possibilidade da destruição de uma grande cidade em apenas um dia e a representação disso em imagens.

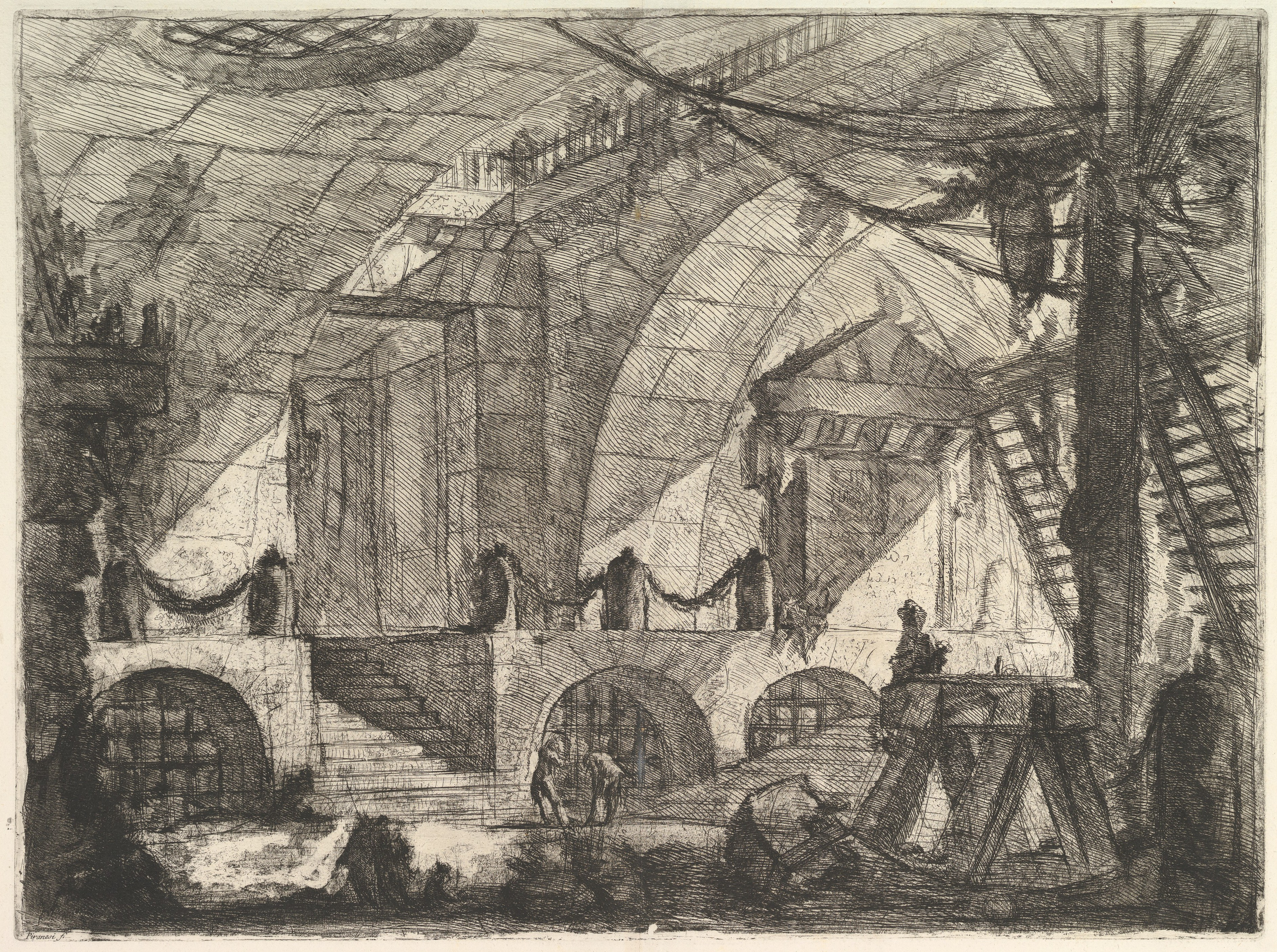
The Sawhorse, de Carceri d'invenzione

Por meio das obras, Piranesi transmite o sentimento de aprisionamento do indivíduo, sendo ele físico e principalmente espiritual. Para intensificar os efeitos de suas gravuras, foi utilizada a técnica de Água-forte, criando diferentes tonalidades e atingindo o objetivo de transmitir sensações por meio da arte. Suas formas representativas fazem alusão a uma visão pessoal e utópica da instituição penitenciária, uma “prisão fantástica” e o condenado que caminha por ela. O artista, interligado ao movimento neoclassicista, expõe nesta série de obras uma leitura da urbe moderna que se estruturava em sua época através dos monumentos da Antiguidade. Cada representação do monumento do passado era uma reflexão sobre a estrutura social da época.
A abordagem dos elementos arquitetônicos é feita de forma em que os coloca em movimento, tornando a imagem naturalista em uma forma de manifestação e criação de Piranesi. As perspectivas são criadas com uma série de ilusões visuais e resultam numa progressão de espaços, dando a impressão de ser um espaço infinito, algo revolucionário para o período. Todas as pranchas da série são evidentemente variações sobre um único símbolo, que se refere a coisas existentes nas profundezas físicas e metafísicas da alma humana. Suas gravuras peculiares foram primordiais para a criação e expressão de sua arquitetura e suas formas expressivas e monumentais.

## Galeria

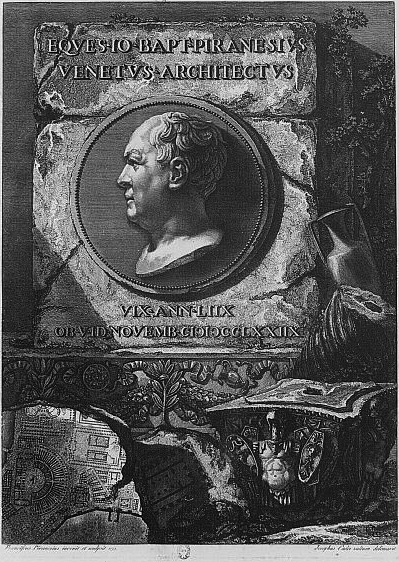
Giovanni-Battista Piranesi
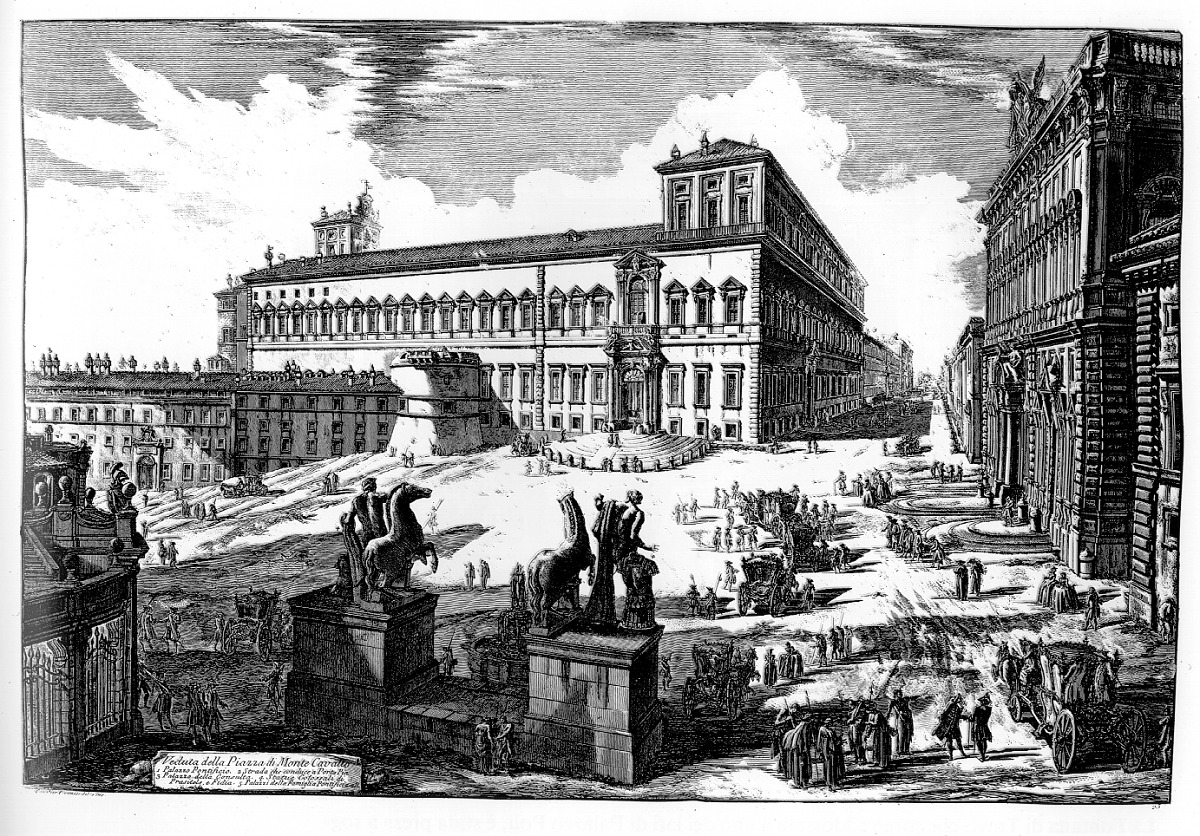
O Palácio do Quirinal
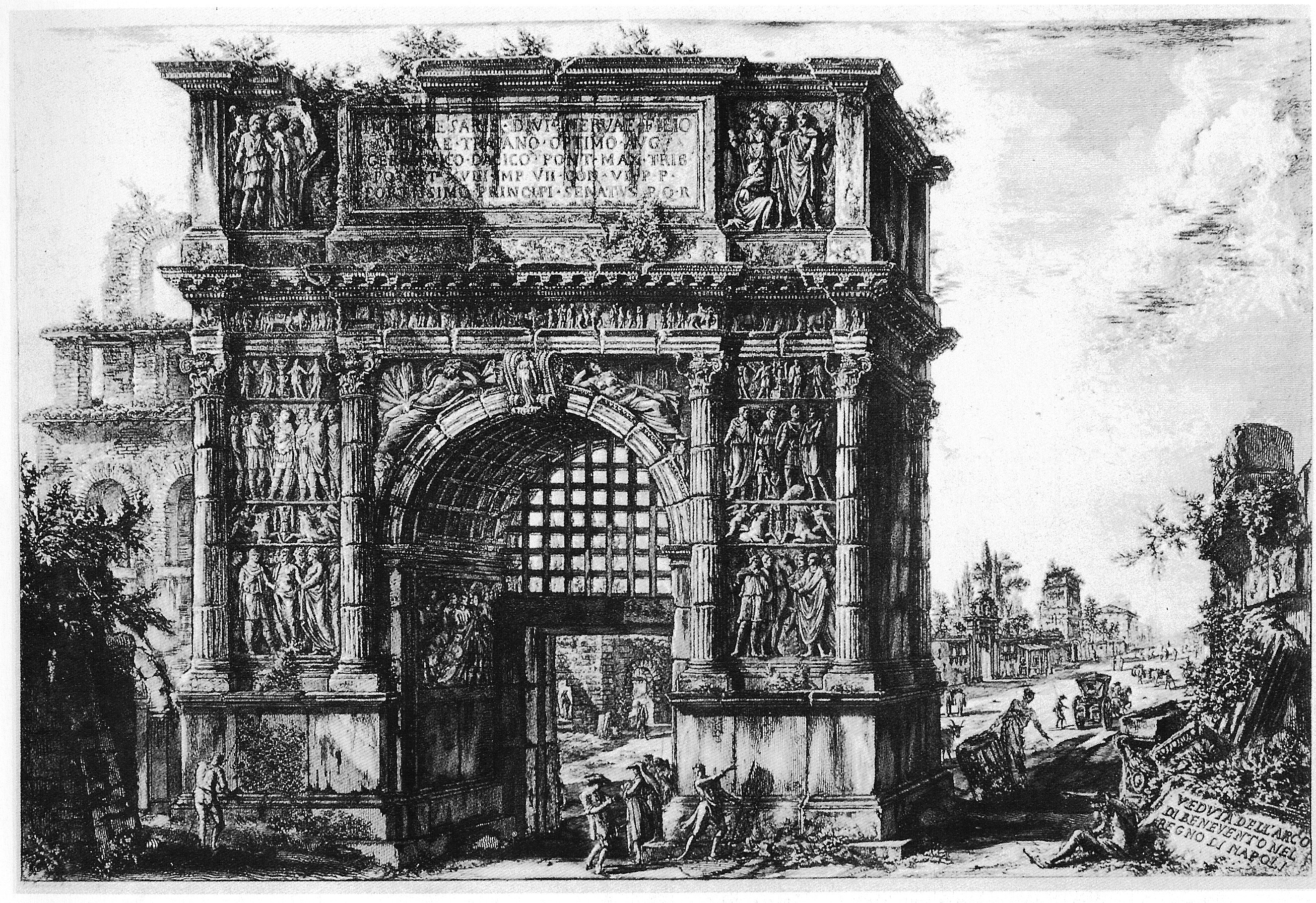
O Arco do Triunfo de Trajano
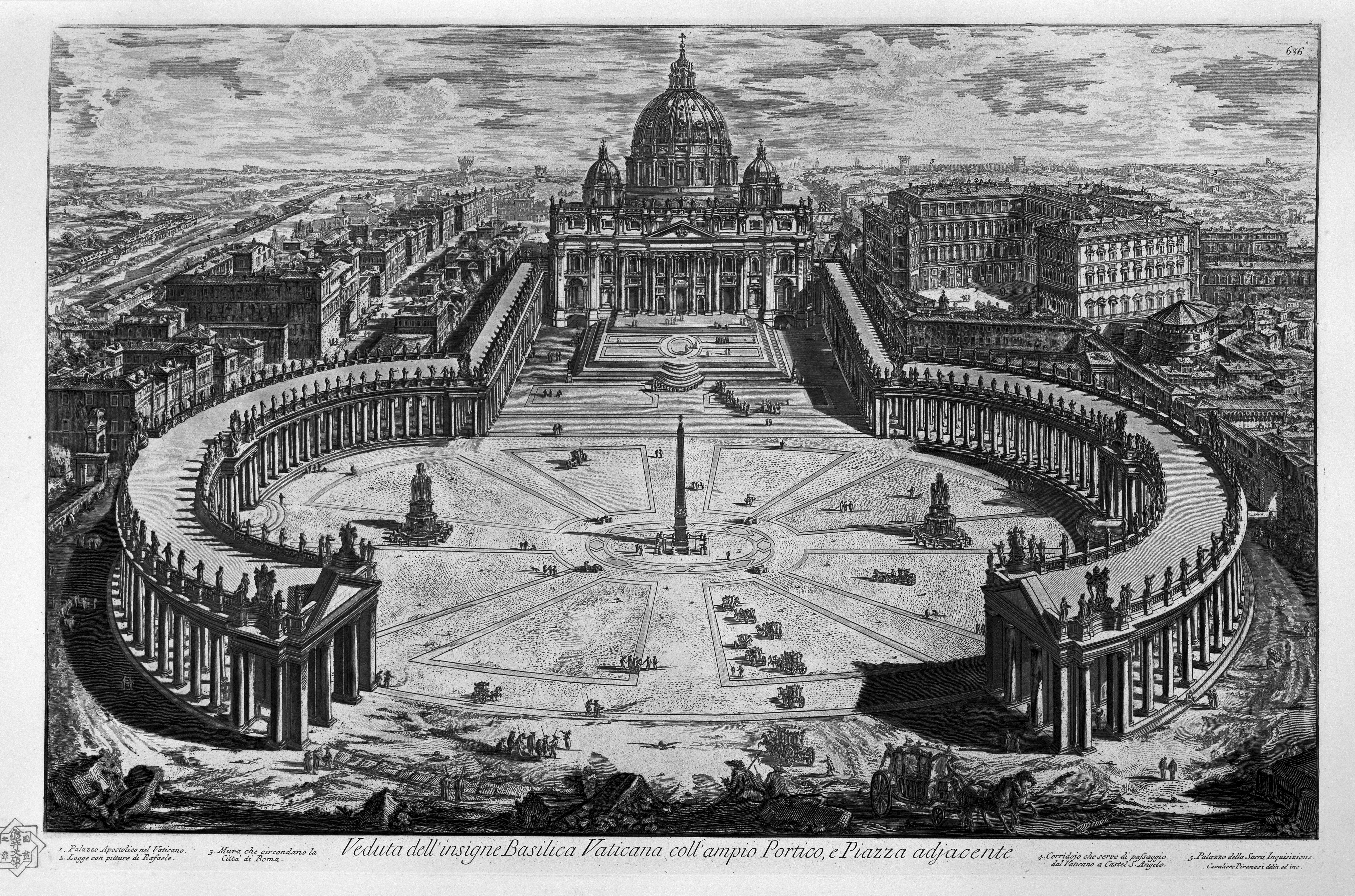
Praça de São Pedro, Vaticano
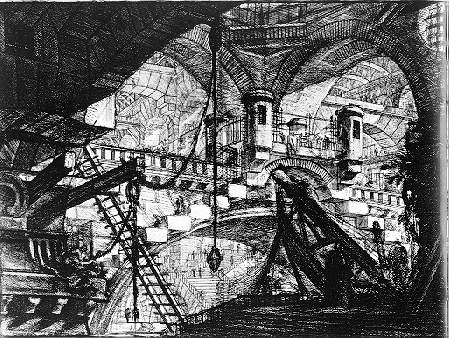
Interior de prisão, gravura pertencente à série de interiores destes edifícios, iniciada por Piranesi aos 20 anos de idade.